# Loss occurrence
Loss occurrence (un'espressione inglese che potrebbe tradursi con "insorgenza del danno") è uno dei due regimi a cui può essere assoggettata una polizza di responsabilità civile verso terzi (con esclusione delle polizze per responsabilità derivante da circolazione di veicoli a motore; quest'ultimo tipo di polizza è infatti rigidamente vincolato da un'articolata normativa sulla responsabilità civile obbligatoria).
In sostanza, con il regime di loss occurrence si assume che il sinistro si verifichi nel momento in cui avviene materialmente il fatto illecito da cui scaturisce la responsabilità per la quale è stata stipulata la polizza, e pertanto le relative garanzie operano da quel momento.